# Syntretus falcifer
Syntretus falcifer är en stekelart som först beskrevs av Vladimir Ivanovich Tobias 1965.  Syntretus falcifer ingår i släktet Syntretus och familjen bracksteklar. Inga underarter finns listade i Catalogue of Life.